# Thomas Flohr
Thomas Flohr (Sankt Moritz, 17 maart 1960) is een Zwitsers ondernemer en autocoureur. Hij is de oprichter van vliegtuigmaatschappij VistaJet. In 2018 schatte het tijdschrift Forbes zijn vermogen op 2,3 miljard dollar.

## Carrière

### Ondernemer
Tussen 1985 en het begin van de 21e eeuw werkte Flohr voor het techbedrijf Comdisco in Chicago. Tussen 1990 en 1994 was hij de voorzitter van de Europese tak van het bedrijf, en tussen 1995 en 2000 overzag hij hun wereldwijde financiën. Later zou hij het grootste deel van de Europese vestigingen van Comdisco overnemen via het door hem opgerichte Comprendium Investment.
In 2003 kocht Flohr zijn eerste Bombardier Learjet 60 en in 2004 richtte hij VistaJet op. In 2016 werd hij verkozen tot Ondernemer van het Jaar door de Living Legends of Aviation.

### Autocoureur
In 2013 maakte Flohr zijn autosportdebuut in de Internationale GT Open, waar hij vijf races voor Kessel Racing reed. In 2014 debuteerde hij in de European Le Mans Series en reed hier zes races in twee seizoenen. In 2016 stapte hij over naar de Michelin GT3 Le Mans Cup, waarin hij met 34 punten zevende werd.
In 2017 debuteerde Flohr in de LMGTE Am-klasse van het FIA World Endurance Championship bij Spirit of Race, waar hij de auto deelde met Francesco Castellacci en Miguel Molina. Het trio won de 6 uur van Fuji en eindigde ook in de 6 uur van de Nürburgring, de 6 uur van het Circuit of the Americas en de 6 uur van Bahrein op het podium. Met 109 punten werd Flohr vierde in het eindklassement.
In het seizoen 2018-2019 kregen Flohr en Castellacci een nieuwe teamgenoot in Giancarlo Fisichella. Zij behaalden podiumplaatsen in de 24 uur van Le Mans en de 1000 mijl van Sebring, waardoor zij met 99 punten opnieuw vierde in de eindstand werden. In het seizoen 2019-2020 zakten de resultaten van het trio ietwat in, met een vierde plaats in de seizoensfinale, de 8 uur van Bahrein, als beste resultaat.
In 2021 begon Flohr het seizoen in de Asian Le Mans Series bij AF Corse, waar hij opnieuw de auto met Castellacci en Fisichella deelde. Twee elfde plaatsen op het Dubai Autodrome en het Yas Marina Circuit waren zijn beste race-uitslagen. Vervolgens keerde hij terug naar het WEC, waar hij in de 8 uur van Portimão op het podium eindigde. Met 71 punten werd hij zesde in het eindklassement.
In 2022 reed Flohr met Castellacci en Nick Cassidy bij AF Corse in het WEC. Een vierde plaats in de 6 uur van Spa-Francorchamps was zijn beste resultaat, waardoor hij met 58 punten als achtste in het klassement eindigde. In 2023 werd Cassidy vervangen door Davide Rigon. Het trio won dat jaar de 6 uur van Fuji.

## Privé
Flohr is getrouwd geweest met Katharina Konečný, voormalig creatief directeur van Fabergé en redacteur van de Russische tak van het tijdschrift Vogue. De twee hebben een dochter, Nina. Op 12 december 2020 trouwde zij met Philippos van Griekenland en Denemarken, de jongste zoon van Constantijn II van Griekenland, de laatste koning van Griekenland, en Anne Marie van Denemarken.